# Lucchese 1905
Die Lucchese 1905 S.r.l. war ein italienischer Fußballverein aus der Stadt Lucca in der Region Toskana. Die Vereinsfarben waren Rot und Schwarz. Als Stadion diente dem Verein das Stadio Porta Elisa in Lucca, es bietet Platz für 7400 Zuschauer. 

## Geschichte

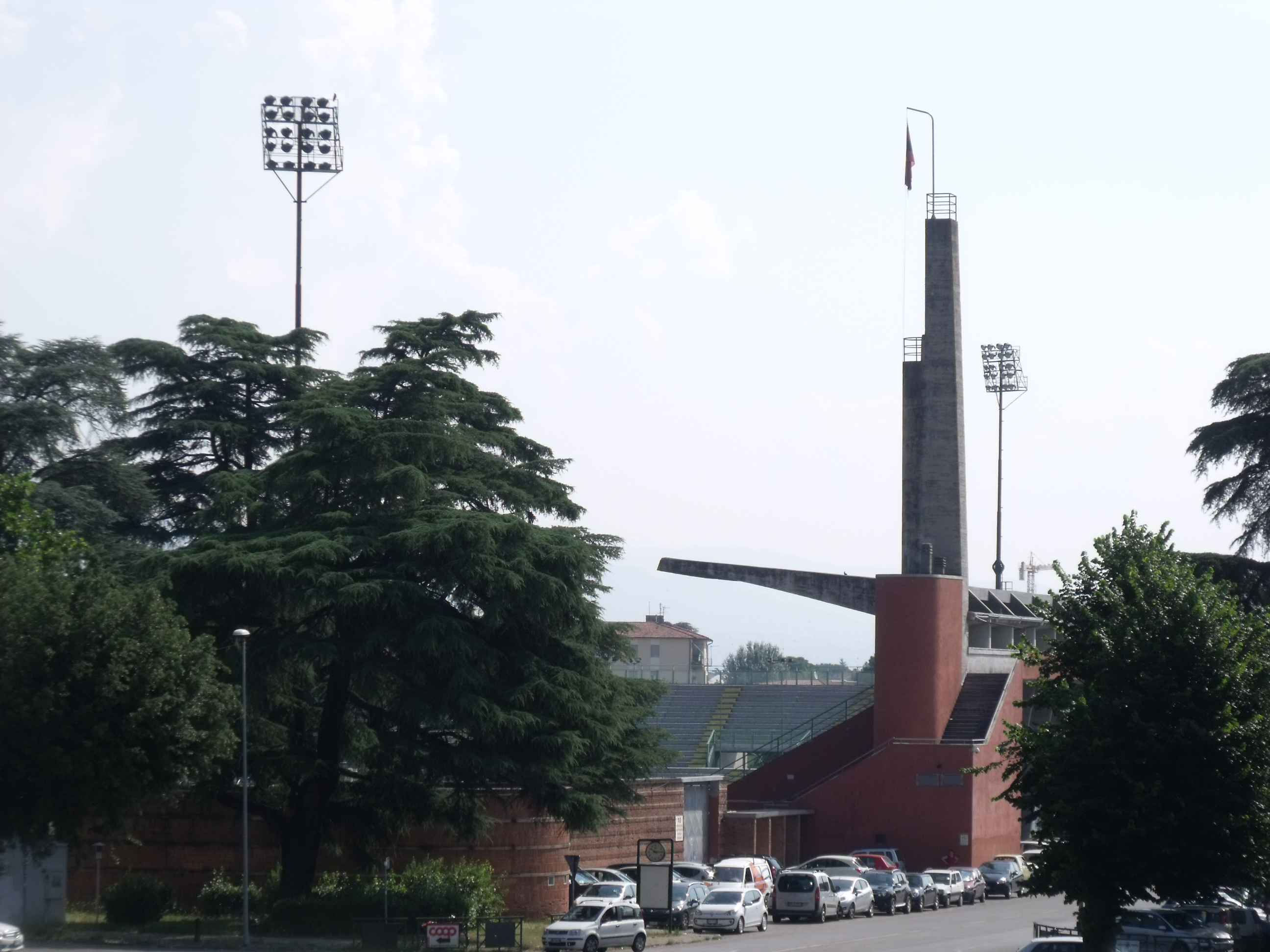
Heimspielort Stadio Porta Elisa

Der Verein wurde im Jahr 1905 als Lucca Football Club von Lucchesern, die aus Brasilien zurückkehrten, gegründet und nahm in den ersten Jahren nach der Gründung an der Prima Categoria Toscana teil. In Anlehnung an die zu dieser Zeit dominierende AC Mailand und aufgrund historischer Verbindungen zwischen den Städten Lucca und Mailand wurden die Vereinsfarben Rot und Schwarz gewählt. In den 1920er Jahren war der Verein in der Seconda Divisione und Prima Divisione Nord aktiv, im Jahr 1930 konnte sich die Mannschaft als Gewinner des Girone A der Prima Divisione erstmals für die Serie B qualifizieren. 1924 vollzog der Verein mit der Umbenennung in Unione Sportiva Lucchese Libertas die erste Namensänderung. Nach einem Jahr in der Serie B fiel die Mannschaft nach dem verpassten Klassenerhalt wieder eine Ligastufe zurück und trat danach drei Jahre in Folge wieder in der Prima Divisione an. Mit dem Gewinn des Girone C in der Spielzeit 1933/34 schaffte die toskanische Mannschaft die Promotion für die zweithöchste italienische Spielklasse und stieg zwei Jahre später nach dem Gewinn der Serie B-Meisterschaft erstmals in der Vereinsgeschichte in die Serie A auf. Die Saison 1936/37 wurde punktgleich mit Ambrosiana Inter auf dem siebten Rang abgeschlossen, dies bedeutete die beste Platzierung der Vereinsgeschichte.
Nachdem auch in der darauffolgenden Saison der Klassenerhalt sichergestellt werden konnte, musste die Mannschaft im Jahr 1939 als Tabellenletzter wieder den Gang in die Serie B antreten. Drei Jahre später folgte mit dem Fall in die drittklassige Serie C der nächste Rückschlag und der Verein wurde vorübergehend vom Spielbetrieb ausgesetzt. Nach der Wiederaufnahme des Ligabetriebs im Jahr 1945 gelang der Mannschaft nach einem Jahr in der Serie C die sofortige Rückkehr in die zweite Spielklasse und 1947 qualifizierte sich ein Jahr später sogar für die Serie A. Der größte Erfolg konnte in der Saison 1948/49 errungen werden, als Lucchese punktgleich mit dem AC Florenz und der US Triestina den 8. Rang in der Meisterschaft erreichte.
Im Jahr 1952 stieg der Verein nach fünf Jahren in der Serie A wieder ab und wurde im folgenden Jahr sogleich in die Serie C durchgereicht. Die toskanische Mannschaft konnte den Abwärtstrend vorerst nicht bremsen und fiel 1954 in die vierte Liga. Es folgten viele Jahre in der dritten und vierten Liga. Zwischen 1961 und 1963 stieß der Verein erneut in die Serie B vor und verbrachte bis zur erneuten Promotion für die zweithöchste Spielklasse im Jahr 1990 fast 30 Jahre in der dritten italienischen Liga.
Während dieser Zeit vollzog Lucchese Änderungen der Rechtsform. Im Jahr 1969 erhielt der Verein die Bezeichnung US Lucchese Libertas S.p.a., zehn Jahre später entschieden sich die Verantwortlichen die Rechtsform des Vereins erneut zu ändern, woraufhin der Verein US Lucchese Libertas S.r.l. genannt wurde. 1983 folgte mit der Änderung von Unione Sportiva" zu Associazione Sportiva der de facto zweite Namenswechsel zu  AS Lucchese Libertas S.r.l. In den 1990er-Jahren schaffte die Mannschaft zumindest annähernd an die früheren Erfolge anzuknüpfen und blieb bis zum Abstieg im Jahr 1999 insgesamt neun Jahre in Folge in der Serie B vertreten. Zu Beginn der neuen Jahrtausend hielt sich Lucchese konstant in der Serie C1, konnte dabei jedoch keine nennenswerten Erfolge verbuchen.
In der Saison 2007/08 wurden die finanziellen Schwierigkeiten des Vereins bekannt und der Verein musste Insolvenz anmelden. Der Präsident Giuliano Giuliani führte den Verein nach der Neugründung im Folgejahr fort und nahm den Spielbetrieb unter dem Namen Sporting Lucchese wieder auf. Die Mannschaft startete in der Serie D. Lucchese schaffte mit dem Gewinn des Girone E in der Saison 2008/09 die Rückkehr in die vierthöchste Spielklasse. Nachdem der Verein seinen ursprünglichen Namen wiedererlangt hatte, gelang in der Spielzeit 2009/10 als Gewinner des Girone B der viertklassigen Lega Pro Seconda Divisione der zweite Aufstieg in Folge.
2019 wurde der Verein als Società Sportiva Dilettantistica Lucchese 1905 neu gegründet und spielte in der Serie D (vierte Liga). Nach dem unmittelbaren Wiederaufstieg in die Serie C schloss der Verein die Saison 2020/21 eigentlich auf einem Abstiegsplatz ab, wurde aber von der FIGC schließlich wieder zurück in die Serie C (Girone B) geholt.
Am 22. Mai 2025 wurde der Verein vom Gericht in Lucca für insolvent erklärt. Am 4. Juni 2025 wurde der Verein aufgrund fehlender Übernahmeanträge vom Gericht in Lucca geschlossen und meldete sich nicht zur Serie C an.

## Ehemalige Spieler
- Marco Ambrosio
- Alberto Bertuccelli
- David Bettoni
- Francesco Cozza
- Souleymane Diamoutene
- Giulio Donati
- Giovanni Galli
- Eusebio Di Francesco
- Attilio Giovannini
- Corrado Grabbi
- Daniele Mannini
- Tommaso Maestrelli
- Giovanni Martusciello
- Andrea Masiello
- Giuseppe Moro
- Davide Olivares
- Luis Oliveira
- Aldo Olivieri
- Massimo Rastelli
- Davide Succi
- Lorenzo Squizzi
- Vittorio Tosto
- Pierre Womé

## Ehemalige Trainer
- Federico Allasio
- Amedeo Amadei
- Bruno Arcari
- Ottavio Barbieri
- Bruno Bolchi
- Tarcisio Burgnich
- Luigi De Canio
- Giulio Cappelli
- Anton Cargnelli
- Sergio Castelletti
- Francesco Chimenti
- Ernő Erbstein
- Eugenio Fascetti
- Luigi Ferrero
- József Ging
- Mihály Kincses
- András Kuttik
- Marcello Lippi
- Amos Mariani
- Aldo Olivieri
- Corrado Orrico
- Giuseppe Papadopulo
- Oronzo Pugliese
- Luigi Rosellini
- Virginio Rosetta
- Gaetano Salvemini
- György Sárosi
- Giuliano Sarti
- Franco Scoglio
- Luigi Simoni
- Giuliano Tagliasacchi
- Giuseppe Viani